# Mitridates (príncep selèucida)
Mitridates (en llatí Mithridates, en grec antic Μιθριδάτης) fou un príncep selèucida, fill d'Antíoc III el Gran. Titus Livi diu que va ser un dels comandants de l'exèrcit del seu pare durant la guerra contra Ptolemeu I Sòter l'any 187 aC.